# Revy
 For alternative betydninger, se Revy (flertydig). (Se også artikler, som begynder med Revy)
En revy er en teaterform, der har været kendt og udbredt i Danmark siden midten af det 19. århundrede. Mange store skuespillere har haft glansnumre i revyer rundt i landet, og de fleste større (samt en del mindre) byer har i årenes løb haft revyer. Især sommerrevyerne har været populære og udbredte.
Der findes også prisuddelinger specifikt rettet mod revyer heriblandt Revyernes Revy og Charlies Revygalla.
Som en beslægtet undergruppe til operette og musicals, er revyer et samlet underholdningsprogram som består af musik-, dans- og taleindlæg; i modsætning til de andre grupper har revyer ikke en gennemgående handling. Det handler mere om at have et generelt tema som motto for en række sjove indlæg, hvor solister optræder med snak og dans.

## Revyernes indhold
De fleste revyer er kendetegnet ved en række indbyrdes uafhængige indslag af kortere varighed. Blandt de hyppige elementer er:
- Humor/satire: Mange numre appellerer umiddelbart til publikums humoristiske sans. Men bag et revynummer er der også alvor.
- Musik: Revyer har normalt et mindre orkester, der akkompagnerer til indslagene i form af sange og lejlighedsvis dansenumre samt i øvrigt indrammer forestillingen.
- Maskering og udklædning: Især i forbindelse med de satiriske numre kan forestillingen søge at få skuespillere til at ligne kendte personer, for eksempel politikere.

## Revyens historie
Revyen som form blev introduceret af Erik Bøgh nytårsaften 1849 på Casino. I begyndelsen blev formen mest brugt til at se tilbage på det forløbne år, men fra 1873 kom sommerrevyen på banen som et tilbud til det teaterpublikum, der "lå på landet". 
I begyndelsen af det 20. århundrede blev nogle revyer til store udstyrsstykker med kostumer og korpiger samt stjerneskuespillere. Dette gav anledning til reaktioner over mod de mere intime revyer. Dette passede også bedre til de politiske revyer, der dukkede op i mellemkrigstiden. Under 2. verdenskrig havde revyen en betydning for modstanden mod besættelsen, mens perioden op gennem 1950'erne gav plads til crazy-revyen. I 1960'erne kom de holdningsprægede revyer tilbage igen, mens den store mangfoldighed af revyer over hele landet for alvor kom frem i 1970'erne. Samtidig kom tv-revyerne til i samme periode.
I nutiden er revyerne fortsat en vigtig bestanddel af kulturudbuddet, men formen møder udfordring fra blandt andet stand-up-komikerne.
I 1993 åbnede Det Danske Revymuseum på Frederiksberg som et minde om revyens lange og betydelige indflydelse på danskernes liv.
Dramatisk Bibliotek på Det Kongelige Bibliotek bevarer store manuskriptsamlinger med teksterne til de tidligste danske revyer fra 1800-tallets sidste halvdel.
Med forskellig kunstnerisk fremtræden finder genren "revy" specielt sted i de traditionelle variete-teatre som Lido, Moulin Rouge og Friedrichstadt-Palast Berlin, men også i shows i Las Vegas.

## Danske revyer
- ABC-revyen
- Apollorevyen
- Cirkusrevyen
- Co-Optimisterne
- Dagmar Revyen
- Gris på gaflen
- Græsted Revyen
- Hjørringrevyen
- Hornbækrevyen
- Kellerdirk Bros
- Kerteminderevyen
- Nykøbing F. Revyen/Revykøbing
- Odense Sommerrevy
- PH-revyen
- Revyen i Helsingør
- Rottefælden (Rottefælde-revyen)
- Rødvig Revyen - Revyperler
- Sønderborg Sommer Revy
- Studenterrevyen
- Tivolirevyen
- Aggersundrevyen
- Festugerevyen

## Kendte revypersoner

### Skuespillere
- Carl Alstrup
- Ludvig Brandstrup (skuespiller)
- Lisbet Dahl
- Osvald Helmuth
- Helge Kjærulff-Schmidt
- Preben Kaas
- Dirch Passer
- Kjeld Petersen
- Storm P
- Ulf Pilgaard
- Jørgen Ryg
- Claus Ryskjær
- Ib Schønberg
- Olga Svendsen
- Marguerite Viby
- Liva Weel
- Lulu Ziegler
- Hans Christian Ægidius
- Jytte Abildstrøm
- Henrik Lykkegaard
- Niels Ellegaard
- Ditte Hansen
- Lise Baastrup
- Niels Olsen

### Komponister
- Kai Normann Andersen
- James Price
- Aage Stentoft

### Forfattere
- Erik Bøgh
- Epe
- Poul Henningsen
- Carl-Erik Sørensen
- Leif Maibom
- Ida From
- Bent From
- Niels Olsen
- Klaus Rifbjerg
- Vase&Fuglsang

### Revyledere
- Erik Bøgh
- Stig Lommer
- Simon Rosenbaum
- Aage Stentoft
- Per Pallesen
- Lisbet Dahl
- Preben Kaas
- Thøger Olesen
- Flemming Krøll